# Esh (Durham)
Esh è un villaggio e parrocchia civile dell'Inghilterra, appartenente alla contea del Durham.